# يعلى بن حمزة بن عبد المطلب
يعلى بن حمزة بن عبد المطلب الهاشمي القرشي الكناني ابن عم النبي محمد ﷺ ، وأبوه الصحابي حمزة بن عبد المطلب، وبه كان حمزة يُكَنى بأبي يعلى، ويُكَنى أيضاً بأبي عمارة بابنه عمارة بن حمزة. قال الزبير بن بكار: «لم يعقب أحد من بني حمزة بن عبد المطلب إلا يعلى وحده، فإنه ولد له خمسة رجال لصلبه، وماتوا جميعاً ولم يعقبوا، ولم يبقى لحمزة عقب».

## نسبه
هو يعلى بن حمزة بن عبد المطلب بن هاشم بن عبد مناف بن قصي بن كلاب بن مرة بن كعب بن لؤي بن غالب بن فهر بن مالك بن قريش بن كنانة بن خزيمة بن مدركة بن إلياس بن مضر الهاشمي القرشي الكناني.

## أولاده
ولد له خمسة أولاد من الذكور وهم:
- مُحَمد بن يعلى بن حمزة بن عبد المطلب
- الزبير بن يعلى بن حمزة بن عبد المطلب
- الفضل بن يعلى بن حمزة بن عبد المطلب
- عمارة بن يعلى بن حمزة بن عبد المطلب
- عقيل بن يعلى بن حمزة بن عبد المطلب